# Rheinbrücke Stein am Rhein
Die Rheinbrücke Stein am Rhein ist eine Strassenbrücke, die in der Schweiz in Stein am Rhein den Rhein bei Stromkilometer 25,45 überspannt. Die Brücke überführt eine zweistreifige Gemeindestrasse sowie beidseitig Gehwege. An bzw. unter ihr endet der Bodensee (Untersee) bzw. es beginnt hier der Hochrhein.

## Römerbrücken
Eine durch die Römer errichtete Rheinbrücke bei Stein am Rhein ist aufgrund von dendrochronologischen Untersuchungen an Holzpfählen für die Jahre 81/82 belegt. Das Bauwerk bei Eschenz verband über die östliche Spitze der Insel Werd das südliche mit dem nördlichen Rheinufer. An der Stelle ist der Rhein zwar breiter, besitzt aber weniger Strömung, was insbesondere für eine Schiffsbrücke besser ist. Das Bauwerk bestand zwischen Eschenz und der Insel Werd aus einer 217 Meter langen Pfahljochbrücke, bei einem Jochabstand von 15 Metern und einer Breite von 6,4 Metern. Unter jedem Joch wurden zehn Holzpfähle mit 30 bis 45 Zentimetern Durchmesser in die Flusssohle gerammt. Die anschliessende nördliche Brücke zwischen der Insel Werd und Arach wies eine Länge von 220 Metern auf. Da in einem Abschnitt mit einer Länge von 74 Metern keine Pfahlreste gefunden wurden, wird angenommen, dass dort eine Schiffsbrücke vorhanden war.
Ende des 3. Jahrhunderts entstand im Schutze des Kastelles Tasgetium stromaufwärts, in der Nähe des heutigen Übergangs, eine neue, vermutlich steinerne Brücke. Unter dem Kloster St. Georgen auf der rechten Rheinseite wurden bei Grabungsarbeiten die Fundamente zu einem Brückenkopf gefunden, der der Sicherung des Rheinübergangs diente.

## Mittelalterliche Brücken

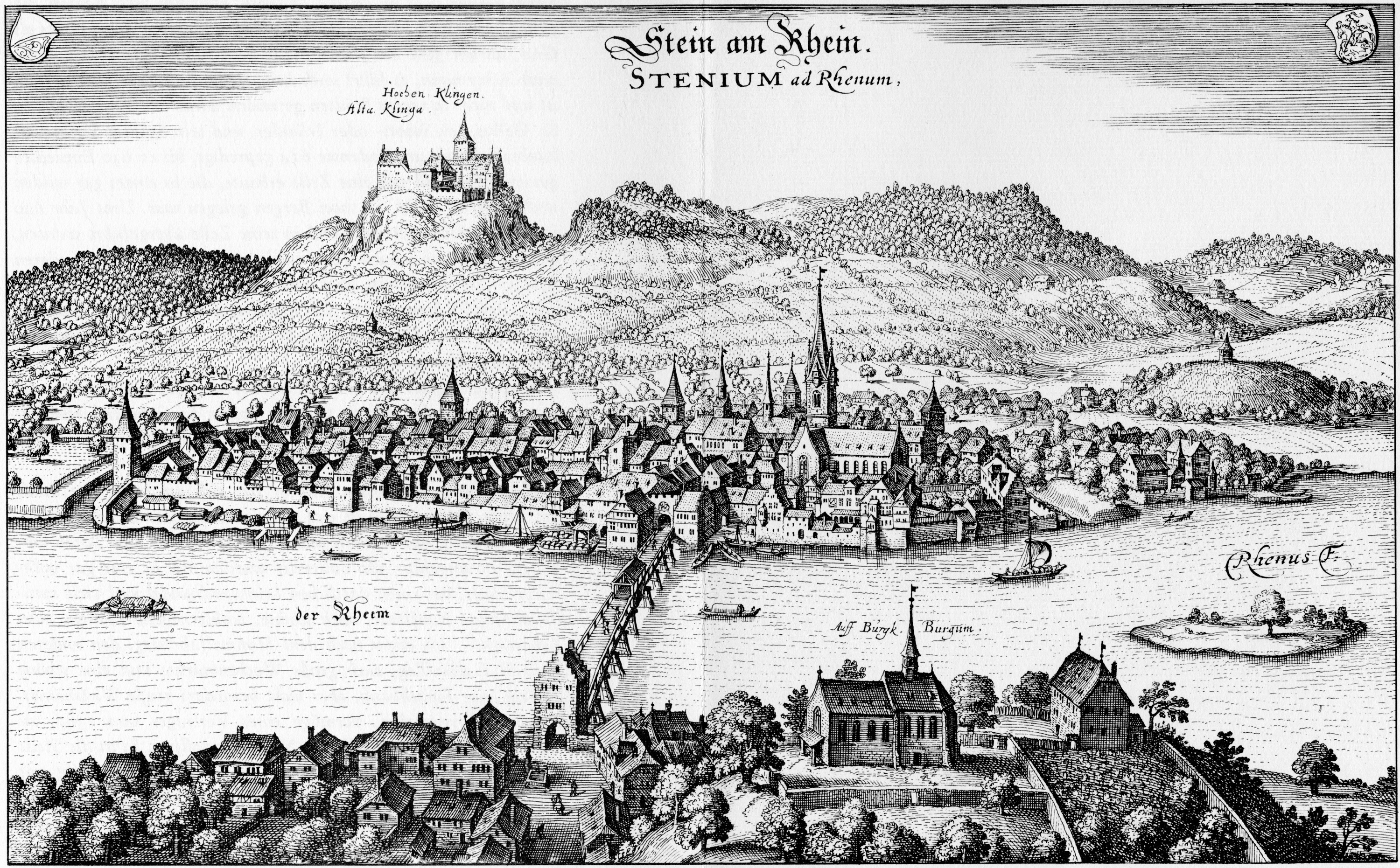
Rheinbrücke 1642

Ende des zwölften, Anfang des dreizehnten Jahrhunderts wurde wohl auf Weisung des Abtes vom Kloster St. Georgen eine erste Brücke an der engsten Stelle des Rheins bei Stein errichtet. Urkundlich belegt wurde die Holzbrücke im Jahr 1267. Es war ein offener Holzsteg, der auf etwa zehn Pfahljochen ruhte und einspurig befahrbar war. Weitere urkundliche Erwähnungen des Bauwerks folgten im 14. Jahrhundert. Eine umfangreiche Instandsetzung, einschliesslich der Gründung, wurde ab 1520 durchgeführt.
Im Dreissigjährigen Krieg kam es zum Einbau von Zugbrücken und zu einer Verstärkung der Befestigung auf der Stadtseite. Anfang September 1633 nutzten die Schweden auf ihrem Weg nach Konstanz und dem Rückzug den Rheinübergang. Ein Stich von Matthäus Merian aus dem Jahre 1642 zeigt eine schmale Holzbrücke auf neun Jochen. Im Mittelteil, über einer grösseren Schifffahrtsöffnung, war das Bauwerk gedeckt, sonst oben offen. Die einspurige Fahrbahn wies quer gelegte Bohlen auf. Steinerne Tore und Türme an den Brückenenden sicherten das Bauwerk.
Umfangreiche Sanierungen und Umbauarbeiten, die unter anderem 165 Eichenpfähle benötigten, wurden zwischen 1738 und 1746 ausgeführt. Eisgang beschädigte am 17. Februar 1795 die Brückenjoche. Die Reparaturarbeiten zogen sich bis 1797 hin. Im Jahre 1799 zerstörten französische Truppen auf dem Rückzug im zweiten Koalitionskrieg durch ein Feuer Teile der spätmittelalterlichen Rheinbrücke. Fehlende materielle und finanzielle Mittel der Stadt Stein gestatteten danach nur eine behelfsmässige Instandsetzung der schmalen Brücke, die in den folgenden Jahren eine unzureichende Tragfähigkeit aufwies.

## Brücken im 19. und 20. Jahrhundert
Im Jahr 1805 kam es unter dem Schaffhauser Stadtwerkmeister Andreas Widmer zum Brückenneubau, dem 1828 ein grösserer Umbau und umfangreiche Sanierungen folgten. Dabei wurden die Brückentore abgebrochen und zwischen den Holzbohlen und Pflastersteinen, Kupferplatten als Abdichtungsmaterial eingebaut. Um die Passierbarkeit für die Dampfschiffe bei hohen Wasserständen zu bessern, folgte in den Jahren 1857 der Bau einer neuen, höher gelegenen Holzbrücke. Das 60‘000 Franken teure Bauwerk besass eine 4,8 Meter breite Fahrbahn und beidseitig 0,9 Meter breite Gehwege. 20 Jahre später mussten aufgrund von Fäulnis Holzbalken durch Eisenträger ersetzt werden. 1922 erforderten gerissene Pfähle und Schäden am Überbau wieder grössere Instandsetzungen, 1955 folgte die nächste grössere Sanierung für 368‘000 Franken. Dabei wurden unter anderem die Fahrbahn mit verleimten Holzbohlen verbreitert und Pfähle sowie Pfeiler repariert. 
Schwerwiegende Schäden infolge des wachsenden Kraftfahrzeugverkehrs führten schliesslich 1971 zum Bau einer Behelfsbrücke und in den Jahren 1971/72 zum Abbruch der alten Brücke für einen Neubau. Das Bauwerk besass eine Breite von 6,5 Metern und eine Gesamtlänge von 115 Metern. Es waren sechs hölzerne Pfahljoche mit maximal 15 Metern Abstand und an beiden Brückenenden steinerne Gewölbebrücken mit einer Öffnung als Widerlager vorhanden.

## Brücke 1974

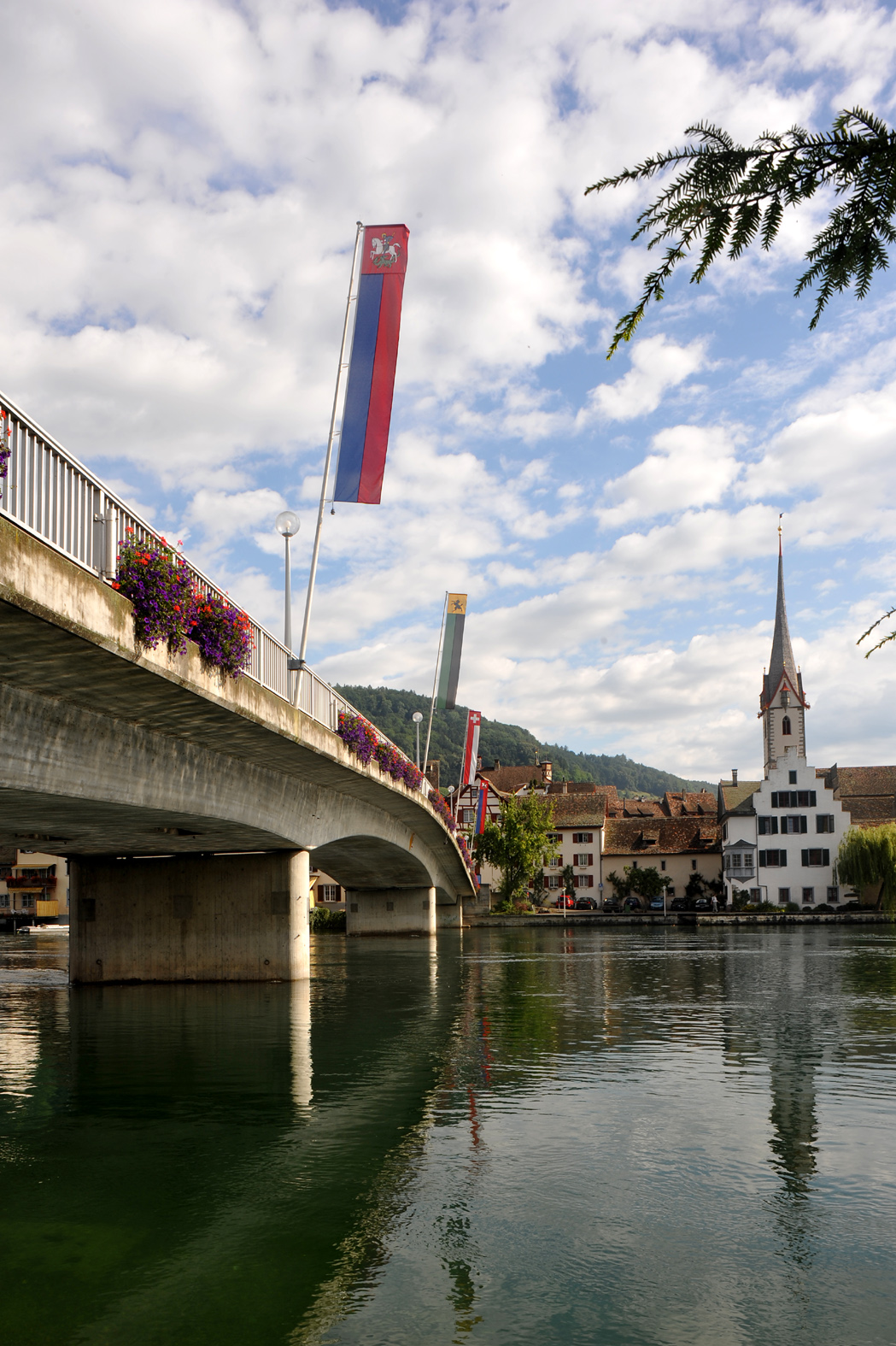
Brückenuntersicht

In den Jahren 1972 bis 1974 wurde die heutige Strassenbrücke errichtet. Das Bauwerk überführt zwei Fahrstreifen und beidseitig Gehwege. Die Fahrbahn besitzt eine Steigung von 6 Prozent gegen Brückenmitte, wo eine minimale Durchfahrtshöhe von 3,6 Metern für die Schifffahrt vorhanden ist. Die Baukosten betrugen etwa 3,7 Millionen Franken.
Das Bauwerk von 1974 ist eine 111 Meter lange Spannbetonbrücke, die bei drei Öffnungen den Durchlaufträger mit variabler Bauhöhe als Bauwerkssystem in Längsrichtung aufweist. In Querrichtung besteht der 11 Meter breite Überbau aus einem zweizelligen Hohlkasten mit beidseitigen Gehwegkonsolen. Die beiden Flusspfeiler sind als schmale Wandscheiben ausgebildet und wie die Widerlager auf Pfählen gegründet.
An bzw. unter der Rheinbrücke beginnt der Hochrhein am Ausfluss des Rheins aus dem Untersee des Bodensees bei Stein am Rhein und geht am Basler Rheinknie in den Oberrhein über. Als genauer Grenzpunkt zwischen dem Teilbecken Rheinsee des Untersees und dem Hochrhein ist die Rheinbrücke Stein am Rhein definiert, als Endpunkt gilt die Mittlere Brücke in Basel. Erstere liegt bei Stromkilometer 25,45, letztere bei Kilometer 166,6.